# Sonnenberg (kasteel)
Kasteel Sonnenberg (Duits: Burg Sonnenberg) is de ruïne van een burcht in Wiesbaden-Sonnenberg op de hellingen van de Vordertaunus in de Duitse deelstaat Hessen. Het werd voor de bescherming van Wiesbaden in 1200 op een rots gebouwd door de graven Hendrik II en Rupert IV van Nassau, als een vesting tegen de naburige heren van Eppstein, waarmee permanente grensconflicten waren.

## Geschiedenis
De Nassaus waren door keizer Frederik I Barbarossa met de Koningshof Wiesbaden beleend. De Koningshof Wiesbaden verschijnt voor het eerst in 829 als de administratieve zetel van de Königssondergau, die werd opgericht door Karel de Grote. De jurisdictie van de gouw lag ook op het grondgebied van de Eppsteins. Deze gecompliceerde ruimtelijke bezitsverdeling van beide huizen gaf aanleiding tot voortdurende strijd.
Hoewel het land niet aan de Nassaus behoorde, maar aan het kapittel van de Dom van Mainz, begon de bouw in 1200. In 1208 was de donjon voltooid. In 1221 kondigden de broers feestelijk aan dat ze het Castrum Sunneberc op onrechtmatige en gewelddadige wijze in gebruik genomen hadden. Ze kochten de grond van het domkapittel en namen het kasteel als een leengoed van het aartsbisdom Mainz. Deze verbinding met Mainz werkte lange tijd ongunstig voor Sonnenberg uit, omdat alleen al in de dertiende eeuw vier aartsbisschoppen van Mainz aangesteld werden uit de familie Eppstein, de vijanden van Nassaus.
Nadat Rupert in de Duitse Orde ingetreden was, regeerde vanaf 1230 graaf Hendrik II alleen. Kasteel Sonnenberg was een van de negen kastelen, waarop het vaandel van de Nassaus waaide. Tussen 1221 en 1242 werd het bovenste deel van het kasteel uitgebreid.
In 1255 kwam het tot de eerste Nassause bezitsverdeling tussen Walram II en Otto I, de Prima divisio. Het geslacht splitste zich in de Ottoonse en Walramse linies. Kasteel Sonnenberg met Wiesbaden behoorde nu tot de Walramse Linie. Walrams zoon Adolf van Nassau, de latere Duitse koning, bouwde het kasteel weer op, nadat het in de Nassause-Eppsteinse vete in 1283 zwaar verwoest was. Kasteel Sonnenberg werd naast Idstein de residentie van Adolf.
Samen met de aartsbisschop van Mainz, Gerhard II van Eppstein, konden de Eppsteiners het kasteel in 1298 na Adolfs dood weer innemen en zwaar verwoesten. Adolfs zoon Gerlach, op dat moment nog een kind, kon gered worden. Na een spanningsvolle tijd kon Gerlach zich in latere jaren met de voormalige vijanden verzoenen en het kasteel sterk uitbreiden. Onder hem begon de belangrijkste periode van kasteel Sonnenberg. In 1338 bezocht keizer Lodewijk de Beier het kasteel, een getuigenis van de omvang en veiligheid die kasteel Sonnenberg in die jaren bood.
In 1351 verleende keizer Karel IV Sonnenberg stadsrechten met eigen jurisdictie. Hiervoor had vooral de tweede vrouw van de graaf, Irmgard van Hohenlohe zich ingezet, die in 1337 het kasteel als weduwengoed had ontvangen. De aan de voet van het kasteel staande huizen konden nu met een muur in het gehele complex geïntegreerd worden, wat de bewoners enige zekerheid gaf. Het dal werd versterkt.
In 1355 gingen Adolf en Johan, de twee oudste zoons uit het eerste huwelijk van Gerlach I, over tot een verdeling van hun bezittingen. De halfbroers van Adolf en Johan, Kraft en Rupert, verkregen bij die verdeling kasteel Sonnenberg en regeerden sindsdien samen als graven van Nassau-Sonnenberg. Rupert werd "beroemd" als de laatste dolende ridder door zijn talrijke vetes over de erfenis van zijn vrouw Anna van Nassau-Hadamar, totdat hij in 1384 ter gelegenheid van de stichting van het Catherina-altaar in de kapel in de muurtoren plechtig het zwaard voor eeuwig neerlegde. Het lukte hem, ondanks zijn vetes, schade aan zijn residentie te voorkomen.
In 1365 gaf Rupert kasteel Sonnenberg aan zijn vrouw Anna als weduwengoed. Hij stierf kinderloos in 1390. In 1391 werd graaf Diederik VIII van Katzenelnbogen, die met Ruperts weduwe Anna huwde, mede-eigenaar van het kasteel. Na de dood van Anna in 1405 ging de heerlijkheid Nassau-Sonnenberg met kasteel Sonnenberg naar de graven van Nassau-Wiesbaden-Idstein en Nassau-Weilburg, die het eigendom voortaan deelden.
In de volgende 200 jaar verviel het kasteel merkbaar, totdat het tussen 1558 en 1566 onder graaf Filips II van Nassau-Wiesbaden, die het kasteel als residentie nam, nog eenmaal glansvolle dagen beleven kon. Ook Filips stierf kinderloos en reeds aan het einde van de 16e eeuw was het kasteel onbewoond. Tijdens de Dertigjarige Oorlog huisden er soldatenbendes in het kasteel. Na die oorlog diende het kasteel als een steengroeve voor de reconstructie van de huizen die in het dal lagen. Kasteel Sonnenberg werd een ruïne.
In de 19e eeuw was de kasteelruïne een populaire bestemming voor kuurgasten in het naburige kuuroord Wiesbaden. De aanleg van het kuurpark werd uitgebreid tot aan Sonnenberg. De stad Wiesbaden verwierf de ruïne al in 1875, in het toen nog niet in de gemeente opgenomen Sonnenberg.

## Huidige staat
De donjon werd na de Tweede Wereldoorlog gerestaureerd. Tegenwoordig zijn er drie toegangen tot het kasteel, in het oosten door de hoofdtoren en in het dal door de voormalige stadspoorten. De donjon herbergt een museum en elk jaar in juli vinden bij de kapel in het kasteel de Cultuurdagen van Wiesbaden-Sonnenberg plaats. Ook een horecazaak heeft er een plaats gevonden. Van 2005 tot 2015 is de ruïne gerestaureerd. Daarbij vond archeologisch onderzoek plaats. De burcht is nu weer toegankelijk.